# جغد جیغ‌کش شکم‌گندمی
جغد جیغ‌کش شکم‌گندمی (نام علمی: Megascops watsonii) گونه‌ای جغد از تیرهٔ جغدان راستین (Strigidae) است که در بولیوی، برزیل، کلمبیا، اکوادور، گویان فرانسه، گویان، پرو، سورینام و ونزوئلا یافت می‌شود.